# 五塊寮 (元長鄉)
五塊寮，是台灣雲林縣元長鄉的一個傳統地域名稱，位於該鄉西北端。相較於今日行政區，其範圍大致包括五塊村不含東南端、合和村西南端。

## 歷史
台灣清治末期至日治初期，五塊寮地區為一（舊制）街庄，稱為「五塊藔庄」，隸屬於白沙墩堡。該庄北隔舊虎尾溪與月眉庄為界，東與合和庄為鄰，南邊為潭內庄，西邊為溪底庄。
1901年（日治明治三十四年）11月，全台廢縣廳改設二十廳，該庄隸屬於斗六廳。1903年（明治三十六年）6月，該庄編入「元長區」，隸屬於斗六廳。1909年（明治四十二年）10月，合併二十廳為十二廳，元長區改隸屬於嘉義廳。1920年（大正九年），全台地方制度大改正，廢十二廳改設五州二廳，該庄改制並雅化為「五塊寮」大字，隸屬於臺南州北港郡（新制）元長庄。
戰後元長庄改制為元長鄉，隸屬於臺南縣，大字亦改制為村。1950年10月，雲、嘉、南分治，元長鄉改隸屬雲林縣。

## 聚落
本地區發展較早的聚落為五塊藔，在日治期初期的官方地圖上已有記載。此外，本地區尚有山寮、北水門等聚落。

## 交通
縣道160號是四湖鄉三條崙至土庫鎮無底潭的道路，大致以西北西—東南東走向經過本地區南部，並穿越五塊寮聚落。由該道路向西北西轉西南可前往四湖鄉並止於三條崙；向東南東可前往元長鄉市區、土庫鎮西南部糞箕湖地區的無底潭並止於縣道145號路口。
鄉道雲171線是山寮至潭西的道路，其北側端點（起點）位於山寮聚落西北側。由此向南南西轉南南東出聚落後，至縣道160號路口轉東與其共線約100公尺後，至路口轉南南西獨行，再轉南南東進入五塊厝聚落蜿蜒而行，其後轉南微西再轉南出聚落而行，出境後可前往潭內、溪底交界地帶並止於鄉道雲166線路口（潭內聚落西北郊）。

## 學校
- 信義國小